# The Poetry Man
The Poetry Man is de tweede single van de Nederlandse zangeres Stevie Ann afkomstig van haar debuutalbum Away from here.

## Tracklist
1. "The Poetry Man (acoustic)"
2. "The Poetry Man"

## Hitnoteringen

### Mega top 50
| Hitnotering: 22-01-2006 t/m 12-03-2006 | Hitnotering: 22-01-2006 t/m 12-03-2006 | Hitnotering: 22-01-2006 t/m 12-03-2006 | Hitnotering: 22-01-2006 t/m 12-03-2006 | Hitnotering: 22-01-2006 t/m 12-03-2006 | Hitnotering: 22-01-2006 t/m 12-03-2006 | Hitnotering: 22-01-2006 t/m 12-03-2006 | Hitnotering: 22-01-2006 t/m 12-03-2006 | Hitnotering: 22-01-2006 t/m 12-03-2006 | Hitnotering: 22-01-2006 t/m 12-03-2006 |
| Week                                   | 1                                      | 2                                      | 3                                      | 4                                      | 5                                      | 6                                      | 7                                      | 8                                      |                                        |
| -------------------------------------- | -------------------------------------- | -------------------------------------- | -------------------------------------- | -------------------------------------- | -------------------------------------- | -------------------------------------- | -------------------------------------- | -------------------------------------- | -------------------------------------- |
| Nummer                                 | 36                                     | 30                                     | 29                                     | 28                                     | 12                                     | 16                                     | 29                                     | 40                                     | uit                                    |

### NPO Radio 2 Top 2000
The Poetry Man stond alleen in 2007 in de NPO Radio 2 Top 2000, op plek 966.